# Handtork

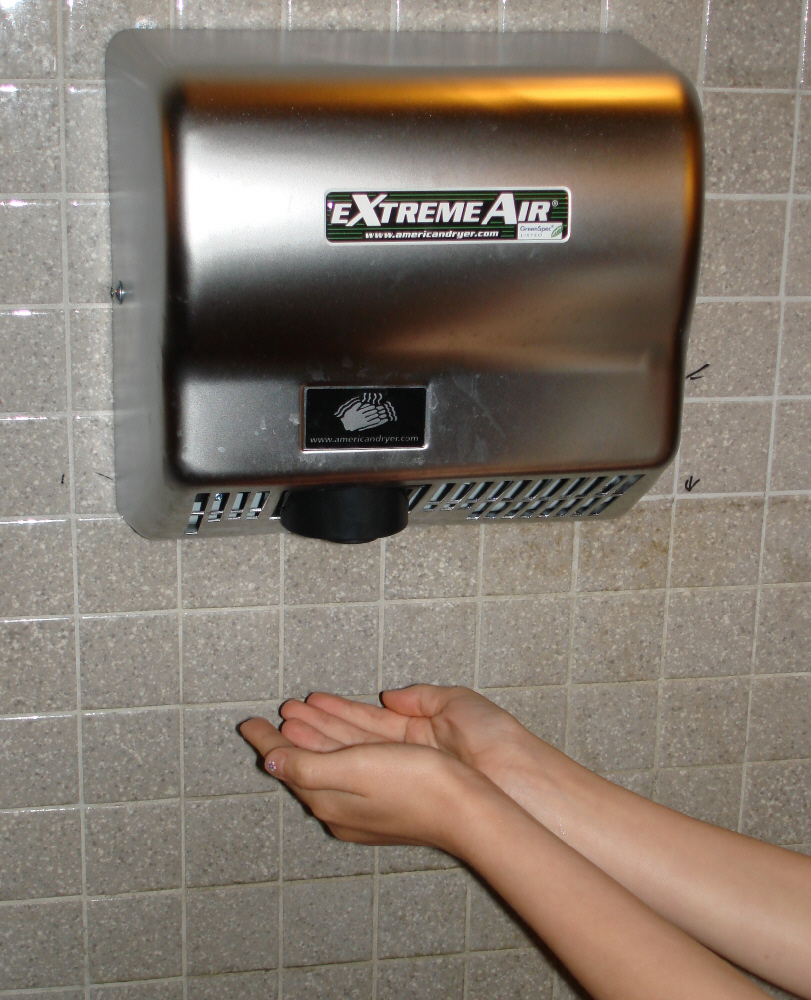
Handtork.

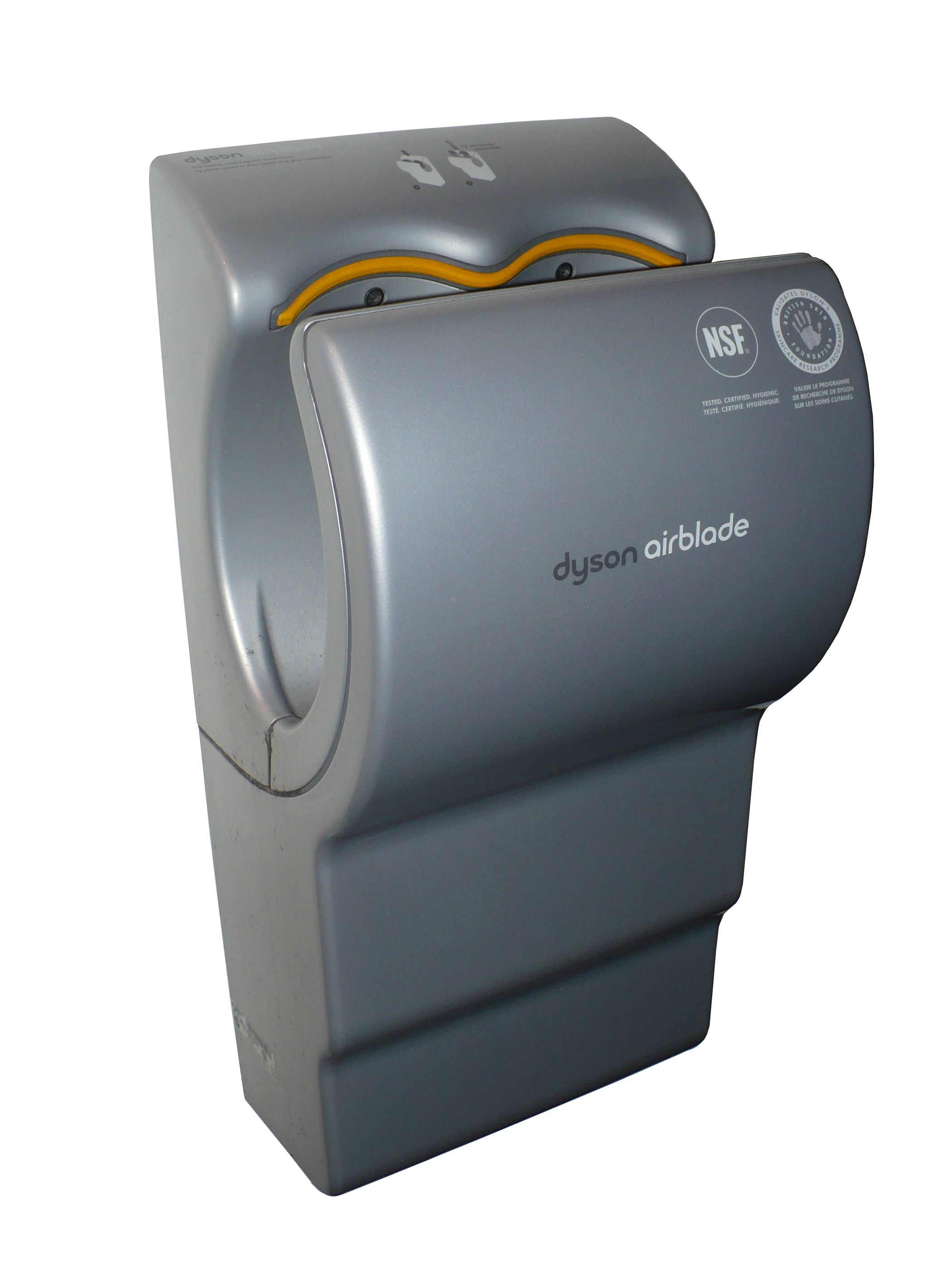
Handtorken Dyson Airblade, formgiven av den brittiske industridesignern James Dyson år 2006.

Handtork är en elektrisk apparat som torkar tvättade händer med hjälp av varmluft. Den ersätter handdukar eller engångshanddukar och är vanlig på offentliga toaletter. Många handtorkar har en inbyggd IR-sensor som gör att den automatiskt startar när man för händerna vid den. Handtorkar har använts sedan 1950-talet. Det finns även handtorkar på marknaden med inbyggd antibakteriell funktion som desinficerar luften från munstycket.
Tillverkare och marknadsförare har ofta ansett att handtorkar är hygieniska, medan forskningsstudier och forskare har talat om bakteriehärd och virusspridning. Agnes Wold, professor i klinisk bakteriologi, avråder från all användning av handtork. Hon menar inte att det nödvändigtvis finns virus på handtorken, men att när så är fallet kan virus inte bara hamna på händerna, utan även virvla omkring i lokalen och exempelvis hamna i inandningsluften.